# Graphiphora semiconfluens
Graphiphora semiconfluens är en fjärilsart som beskrevs av Barend J. Lempke 1962. Graphiphora semiconfluens ingår i släktet Graphiphora och familjen nattflyn. Inga underarter finns listade i Catalogue of Life.